# Route 110 (Manitoba)
La Route 110 (PTH 110), aussi connue comme la Brandon Eastern Access Route, est une route provinciale dans les environs de Brandon, au Manitoba.
La route 110 est l'une des quatre routes rapides à trois chiffres de la province. Elle relie la route 10 au sud de Brandon à la route 1, à 'est de la ville. Elle permet aux automobilistes de contourner la ville et offre un accès plus facile aux zones industrielles situées à l'est de la ville. Elle est la voie de transit des matières dangereuses qui peuvent ainsi éviter le centre-ville et les zones résidentielles et commerciales.

## Intersections majeures
| Division                | Ville   | km    | Destinations                                                        | Notes                                     |
| ----------------------- | ------- | ----- | ------------------------------------------------------------------- | ----------------------------------------- |
| No. 7                   |         | 0,00  | PTH-10 (18th Street / John Bracken Highway) – Boissevain, Minnedosa |                                           |
| No. 7                   | Brandon | 10,10 | Traverse la rivière Assiniboine                                     | Traverse la rivière Assiniboine           |
| No. 7                   |         | 10,50 | PR 457 est – Shilo                                                  | Terminus sud du multiplex avec la PR 457  |
| No. 7                   |         | 11,20 | PR 457 ouest (Veteran's Way) – Brandon                              | Terminus nord du multiplex avec la PR 457 |
| No. 7                   |         | 14,10 | PTH-1 – Regina, Winnipeg                                            |                                           |
| - Terminus de multiplex |         |       |                                                                     |                                           |